# 한스 발둥 그린

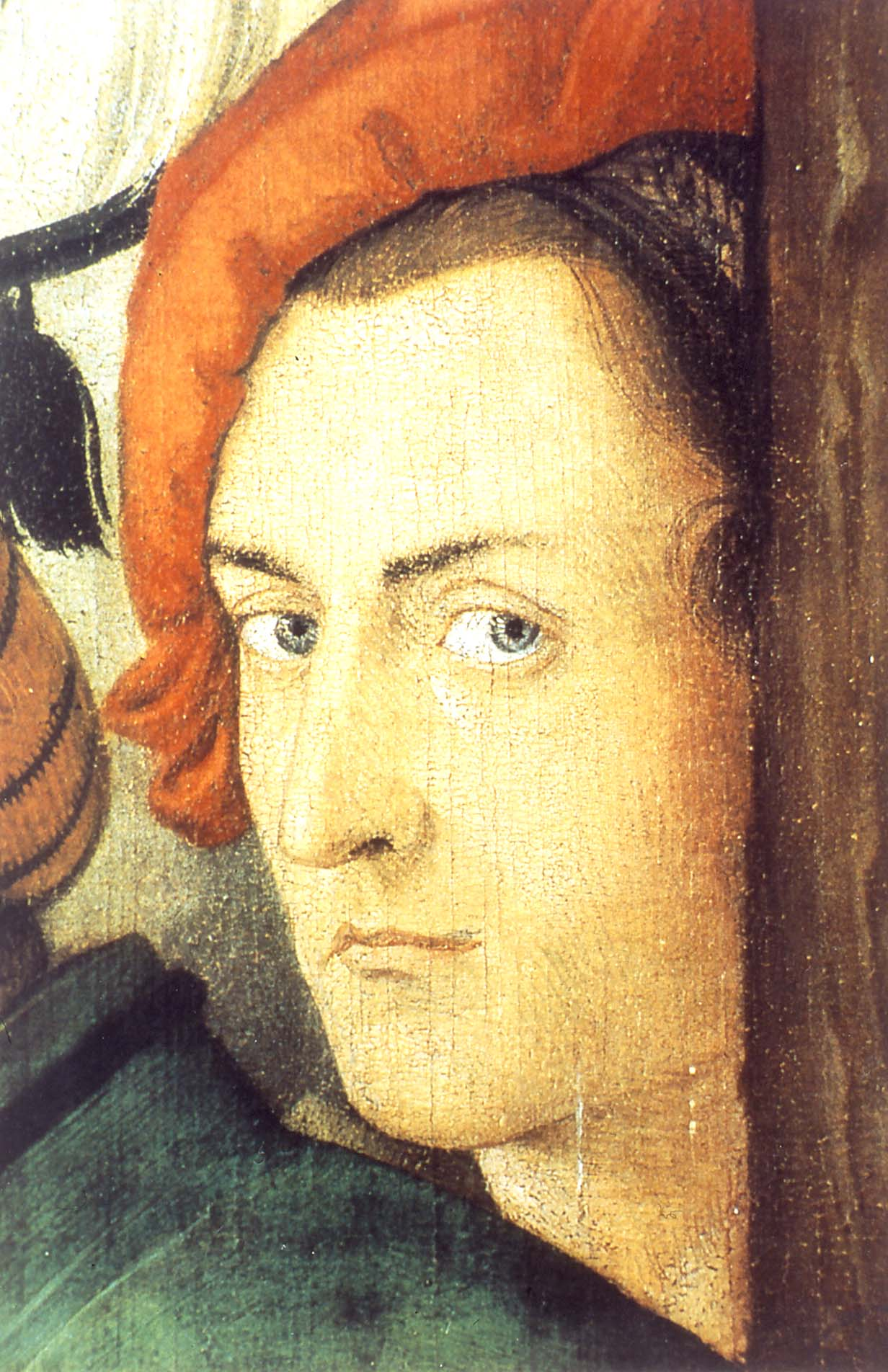
1516년 자상화

한스 발둥 그린(Hans Baldung Grien)이라고 불리는 한스 발둥(Hans Baldung, 1484년 또는 1485년 – 1545년 9월, 녹색을 좋아했기 때문에 초기 별명이 '그린'임)은 화가, 인쇄공, 조각가, 기안가 및 스테인드글라스 예술가였다. 알브레히트 뒤러(Albrecht Dürer)의 가장 재능 있는 학생으로 간주되었으며 그의 예술은 독일 르네상스와 매너리즘 모두에 속한다.
평생 동안 그는 색상, 표현 및 상상력이 풍부한 독특한 스타일을 개발했다. 그의 재능은 다양했고 초상화, 목판화, 그림, 태피스트리, 제단화, 스테인드글라스를 포함해 종종 우화와 신화적 모티프에 의존하여 매우 광범위하고 다양한 작품을 제작했다.

## 같이 보기
- 르네상스 미술